# Днепропетровский тепловозоремонтный завод
Днепропетровский тепловозоремонтный завод — машиностроительное предприятие в городе Днепропетровск.

## История
Предприятие было основано в 1884 году как главные паровозные мастерские Екатерининской железной дороги (ремонтировали до 200 единиц паровозов и тендеров в год).
В 1929 году мастерские переименованы в завод.
После начала Великой Отечественной войны, в связи с приближением к городу линии фронта, завод был эвакуирован в тыл — на Ташкентский паровозоремонтный завод и Омский паровозоремонтный завод, где помимо ремонта подвижного состава занимался изготовлением авиабомб, снарядов, мин, миномётов, бронепоездов и другую продукцию.
На заводе производился ремонт паровозов серии ФД, ИС, П36, Л и другие.
В 1965 году завод был переименован из паровозоремонтного в тепловозоремонтный.
В 1970-е завод реконструирован.
К началу 1990-х годов завод выполнял ремонт тепловозов серии 2ТЭ10, ЧМЭ3, тепловозных дизелей и выпуск запасных частей.
В марте 1995 года Верховная Рада Украины внесла завод в перечень предприятий, приватизация которых запрещена в связи с их общегосударственным значением.
В июле 1998 года завод был включён в перечень предприятий, имеющих стратегическое значение для экономики и безопасности Украины.
В сентябре 2004 года завод был передан в управление министерства транспорта и связи Украины.
В соответствии с требованиями Закона Украины «Об акционерных обществах», приказов Министерства инфраструктуры Украины и приказа по предприятию № 446 от 23.05.2011 г. Открытое акционерное общество «Днепропетровский тепловозоремонтный завод» сменил свое название. Согласно уставу, новым названием завода является: Частное акционерное общество «Днепропетровский тепловозоремонтный завод» (ЧАО «ДТРЗ»).
В 2007 году завод отремонтировал 153 тепловоза (122 — для украинских железных дорог, 25 — для промышленных предприятий Украины, 5 — для Туркменистана и 1 для Молдавии), а также 478 колесных пар.
Начавшийся в 2008 году экономический кризис осложнил положение предприятия. В этих условиях, на ДТРЗ были сосредоточены большинство заказов министерства транспорта Украины на капитальный ремонт подвижного состава и колёсных пар.
В 2009 году завод выполнил ремонт и техническое обслуживание 72 тепловозов и завершил 2009 год с чистой прибылью 319 тыс. гривен.
В 2010 году завод выполнил ремонт и техническое обслуживание 79 тепловозов и завершил 2010 год с чистой прибылью 110 тыс. гривен.
В 2011 году положение предприятия улучшилось, объемы производства увеличились, в результате 2011 год завод завершил с чистой прибылью 480 тыс. гривен.
В 2012 году завод отремонтировал 71 тепловоз и закончил 2012 год с чистой прибылью 227 тыс. гривен.
В 2013 году завод отремонтировал 86 тепловозов и завершил 2013 год с чистой прибылью 1,05 млн гривен.
В июне 2014 года Кабинет министров Украины передал 100 % акций завода в собственность акционерного общества железнодорожного транспорта «Українська залізниця».
В 2015 году завод отремонтировал 5 тепловозов ЧМЭ3 для Юго-Западной железной дороги и завершил 2015 год с чистым убытком 6,48 млн гривен.

## Современное состояние
ДТРЗ занимается ремонтом тепловозов 2ТЭ10, ЧМЭ3, колёсных пар тепловозов 2ТЭ10, ЧМЭ, 2ТЭ116, изготовлением запасных частей к тепловозам 2ТЭ10, ЧМЭ3 и электровозам.